# Calamus dimorphacanthus
Calamus dimorphacanthus är en enhjärtbladig växtart som beskrevs av Odoardo Beccari. Calamus dimorphacanthus ingår i släktet Calamus och familjen Arecaceae.

## Underarter
Arten delas in i följande underarter:
- C. d. benguetensis
- C. d. dimorphacanthus
- C. d. halconensis
- C. d. montalbanicus
- C. d. zambalensis